# Chiesa di Santa Maria Assunta (Calceranica al Lago)
La chiesa di Santa Maria Assunta, chiamata anche chiesa dell'Assunzione, è una chiesa sussidiaria a Calceranica al Lago, in Trentino. La sua fondazione potrebbe risalire all'XI secolo.

## Storia
La data precisa della fondazione della chiesa a Calceranica non è nota, si ritiene tuttavia che sia il primo luogo di culto cattolico in questa parte della Valsugana e tra le prime pievi in Trentino.
Fonti storiche più sicure fissano nell'anno 1208 una sua prima riedificazione e, nel 1213, l'edificio ebbe una sua prima citazione documentale.
Nel quarto decennio del XVI secolo venne completamente ricostruita in forme gotiche, la facciata assunse un aspetto più semplice, senza finestre laterali, e venne ampliata con l'aggiunta delle cappelle ai lati della navata.
Nel XVII secolo fu oggetto di restauri in varie occasioni, anche per recuperarla dopo un periodo di abbandono che aveva reso impossibile la celebrazione di funzioni religiose.
Attorno al 1660 venne costruito il nuovo campanile e venne demolito quello in uso sino ad allora.
Nel 1786 si registrò il passaggio dell'intera area dalla giurisdizione ecclesiastica della diocesi di Feltre a quella di Trento.
Nella seconda metà del XX secolo la chiesa fu oggetto di vari interventi di restauro conservativo. Nel 1970 venne rifatta la copertura del tetto con lastre di porfido ma tre anni più tardi queste vennero sostituire da tegole in cemento. Nello stesso periodo cedette il titolo di parrocchiale alla neo-eretta chiesa della Beata Maria Vergine del Rosario.
In due anni diversi anni (1979 e 1981) venne depauperata con furti di suppellettili e oggetti artistici preziosi e, nel 1982, venne installato un impianto anti-intrusione.